# Andrea Colomba

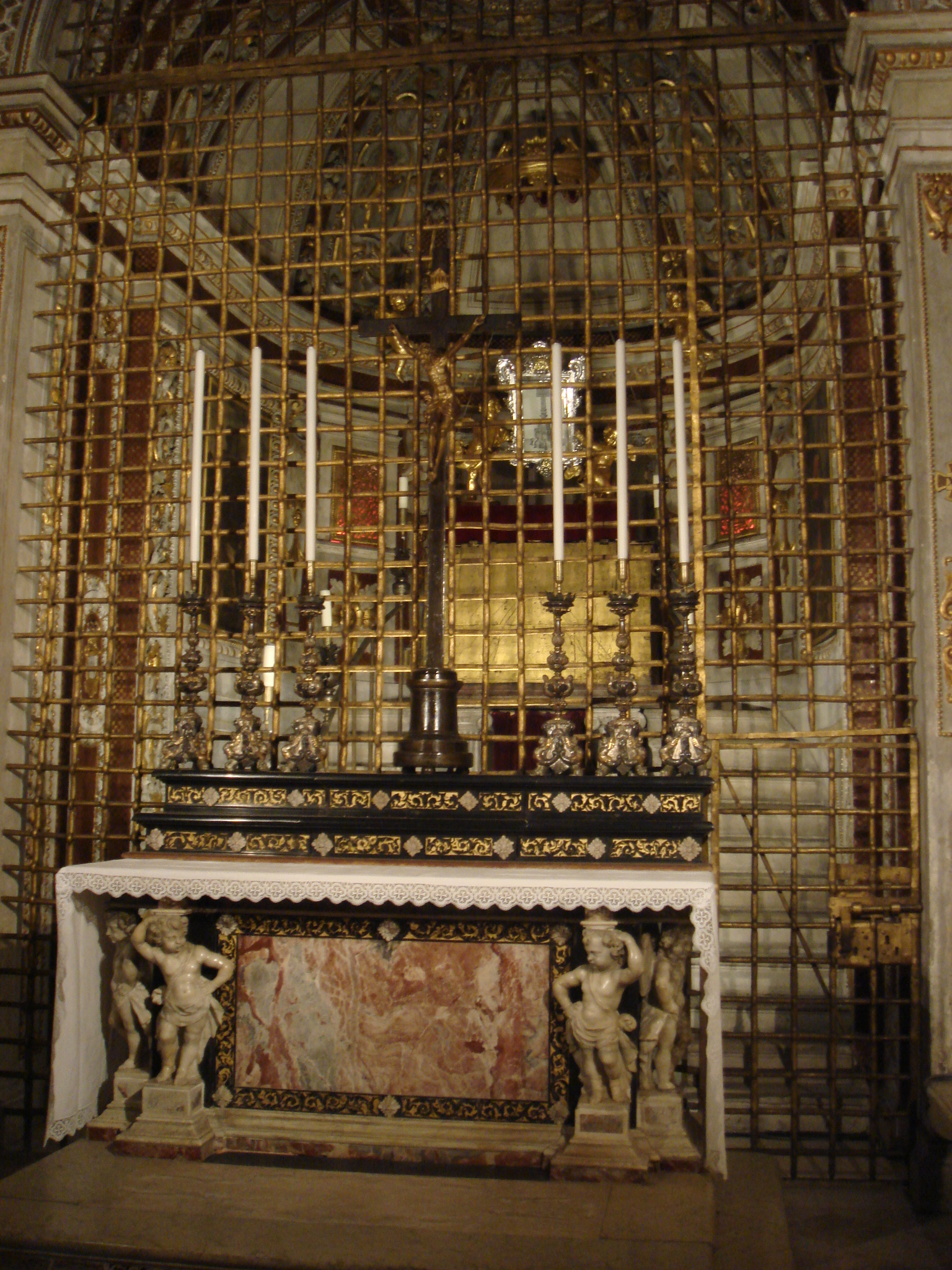
Cappella delle Sante Croci, Duomo Vecchio di Brescia, decorazioni in stucco

Andrea Colomba (Arogno, 1567 – Arogno, 21 marzo 1627) è stato un artista e decoratore svizzero.
È figlio di Antonio Colomba.

## Opere
- Brescia, Duomo Vecchio: decorazione a stucco della cappella delle Sante Croci, in collaborazione col figlio Giovanni Antonio (1596-1605);
- Brescia, chiesa di Santa Maria delle Grazie: decorazioni a stucco nella navata laterale sinistra (pilastro d'ingresso, pilastri e archi delle prime tre cappelle, sottarchi e candelabre laterali della quarta cappella), in collaborazione col figlio Giovanni Antonio (probabilmente tra il 1602 e il 1617);
- Brescia, chiesa di San Gaetano: decorazioni a stucco del soffitto della navata, incornicianti affreschi di Grazio Cossali (1615);
- Arogno, chiesa parrocchiale di Santo Stefano: decorazione a stucco della Cappella della Madonna del Rosario, in collaborazione col figlio Giovanni Antonio (1625-1630).